# WCHL 1921–22

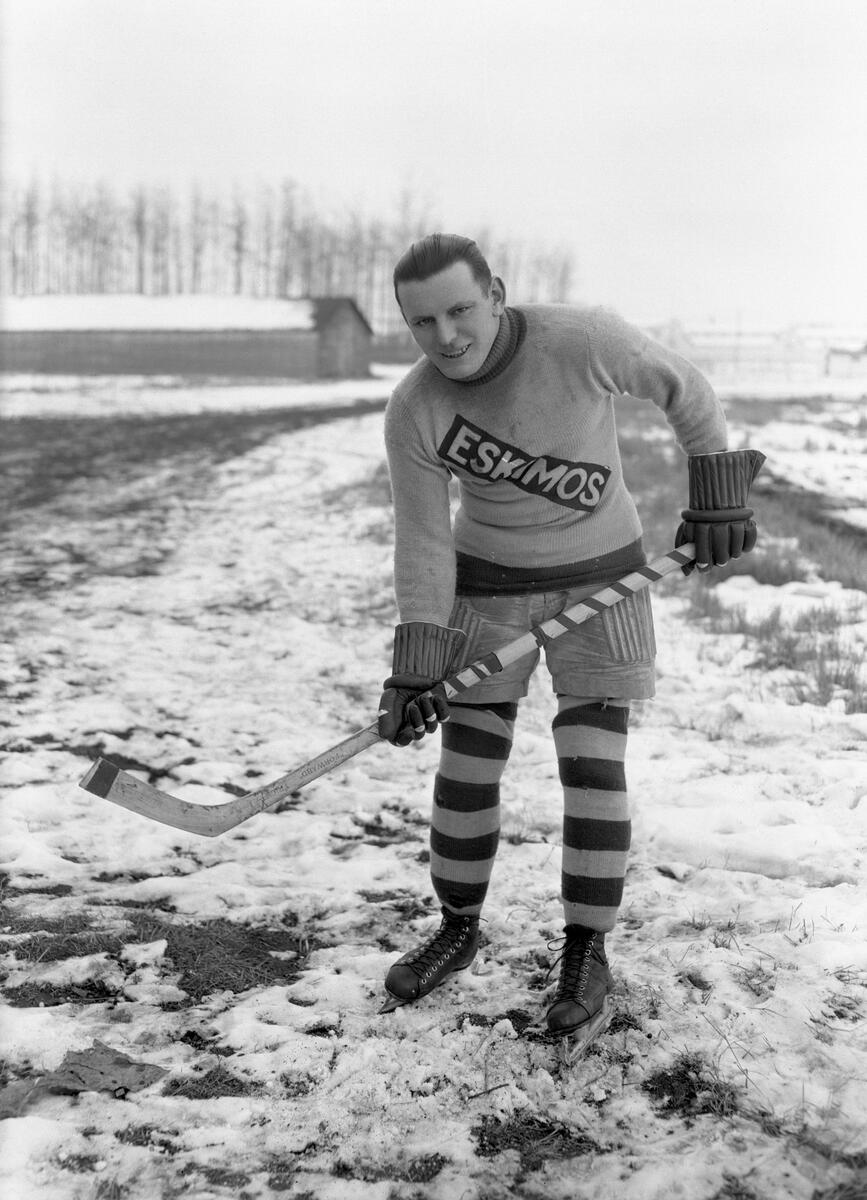
Edmonton Eskimos centerforward Gordon "Duke" Keats vann poängligan i stor stil med sina 55 poäng.

WCHL 1921–22 var den första säsongen av den kanadensiska professionella ishockeyligan Western Canada Hockey League. Ligan bildades av Edmonton Eskimos och Calgary Tigers från den nedlagda ligan Big-4 League i Alberta tillsammans med Regina Capitals och Saskatoon Sheiks från grannprovinsen Saskatchewan. De fyra lagen spelade 24 matcher var i grundserien.
Edmonton Eskimos vann grundserien men förlorade mot andraplacerade Regina Capitals i ligaslutspelets finalserie över två matcher med målskillnaden 2-3. Capitals hade dessförinnan besegrat Calgary Tigers i ligaslutspelets semifinal över två matcher med målskillnaden 2-1. Regina Capitals förlorade därefter mot Vancouver Millionaires från PCHA med målskillnaden 2-5 i dubbelmötet om vilket lag som skulle få spela Stanley Cup-final mot Toronto St. Patricks från NHL.
Edmonton Eskimos centerforward Gordon "Duke" Keats vann poängligan i stor stil sedan han spelat ihop 55 poäng, fördelat på 31 mål och 24 assists, vilket var hela 22 poäng före andraplacerade lagkamraterna Ty Arbour och "Bullet" Joe Simpson

## Grundserie
| Western Canada Hockey League | M  | V  | F  | O | P  | GM  | IM  |
| ---------------------------- | -- | -- | -- | - | -- | --- | --- |
| Edmonton Eskimos             | 24 | 15 | 9  | 0 | 30 | 117 | 76  |
| Regina Capitals              | 24 | 14 | 10 | 0 | 28 | 94  | 78  |
| Calgary Tigers               | 24 | 14 | 10 | 0 | 28 | 75  | 62  |
| Saskatoon Sheiks1            | 24 | 5  | 19 | 0 | 10 | 67  | 137 |

1 Saskatoon Sheiks flyttade till Moose Jaw, Saskatchewan, och döptes om till Moose Jaw Sheiks den 3 februari 1922.

### Poängliga
Ma. = Matcher, M = Mål, A = Assists, P = Poäng, Utv. = Utvisningsminuter
|                          | Lag              | Ma. | M  | A  | P  | Utv. |
| ------------------------ | ---------------- | --- | -- | -- | -- | ---- |
| Gordon "Duke" Keats      | Edmonton Eskimos | 25  | 31 | 24 | 55 | 47   |
| Ty Arbour                | Edmonton Eskimos | 24  | 27 | 6  | 33 | 22   |
| Joe Simpson              | Edmonton Eskimos | 25  | 21 | 12 | 33 | 15   |
| George Hay               | Regina Capitals  | 25  | 21 | 11 | 32 | 9    |
| Barney Stanley           | Calgary Tigers   | 24  | 26 | 5  | 31 | 17   |
| Dick Irvin               | Regina Capitals  | 20  | 21 | 7  | 28 | 17   |
| Art Gagné                | Edmonton Eskimos | 20  | 15 | 7  | 22 | 24   |
| Red Dutton               | Calgary Tigers   | 22  | 16 | 5  | 21 | 73   |
| Charley "Rabbit" McVeigh | Regina Capitals  | 19  | 15 | 6  | 21 | 8    |
| Rusty Crawford           | Saskatoon Sheiks | 24  | 8  | 8  | 16 | 29   |

Statistik från nhl.com

### Målvaktsstatistik
M = Matcher, V = Vinster, F = Förluster, O = Oavgjorda, SM = Spelade minuter, IM = Insläppta mål, N = Hållna nollor, GIM = Genomsnitt insläppta mål per match
|              | Lag              | M  | V  | F  | O | SM   | IM  | N | GIM  |
| ------------ | ---------------- | -- | -- | -- | - | ---- | --- | - | ---- |
| Hal Winkler  | Edmonton Eskimos | 15 | 10 | 4  | 0 | 891  | 36  | 1 | 2.42 |
| Charlie Reid | Calgary Tigers   | 24 | 14 | 10 | 0 | 1476 | 62  | 2 | 2.52 |
| Bill Laird   | Regina Capitals  | 25 | 14 | 10 | 1 | 1567 | 78  | 0 | 2.99 |
| Bill Tobin   | Edmonton Eskimos | 4  | 2  | 1  | 1 | 230  | 12  | 0 | 3.13 |
| Wilf Talbot  | Edmonton Eskimos | 7  | 3  | 4  | 0 | 440  | 28  | 0 | 3.82 |
| Sammy Hebert | Saskatoon Sheiks | 23 | 5  | 18 | 0 | 1380 | 131 | 0 | 5.70 |
| Bill Binney  | Saskatoon Sheiks | 1  | 0  | 1  | 0 | 60   | 6   | 0 | 6.00 |

Statistik från justsportsstats.com